# Sigula
Sigula – wieś w Estonii, w prowincji Harju, w gminie Kuusalu.